# Žlábek (Horní Planá)
Žlábek (německy Rindles) je malá vesnice, část města Horní Planá v okrese Český Krumlov. Nachází se asi 4 km na východ od Horní Plané. Leží na železniční trati České Budějovice – Černý Kříž, na které je železniční zastávka Žlábek. Je zde evidováno 29 adres.
Žlábek leží v katastrálním území Horní Planá o výměře 37,25 km².

## Historie
První písemná zmínka o vesnici pochází z roku 1440. Od zavedení obecního zřízení v polovině 19. století byl Žlábek osadou obce Hodňov. V roce 1921 zde stálo 20 domů a žilo zde 212 obyvatel, z toho 6 Čechů a 204 Němců. V letech 1938 až 1945 byl Žlábek v důsledku uzavření Mnichovské dohody přičleněn k nacistickému Německu.

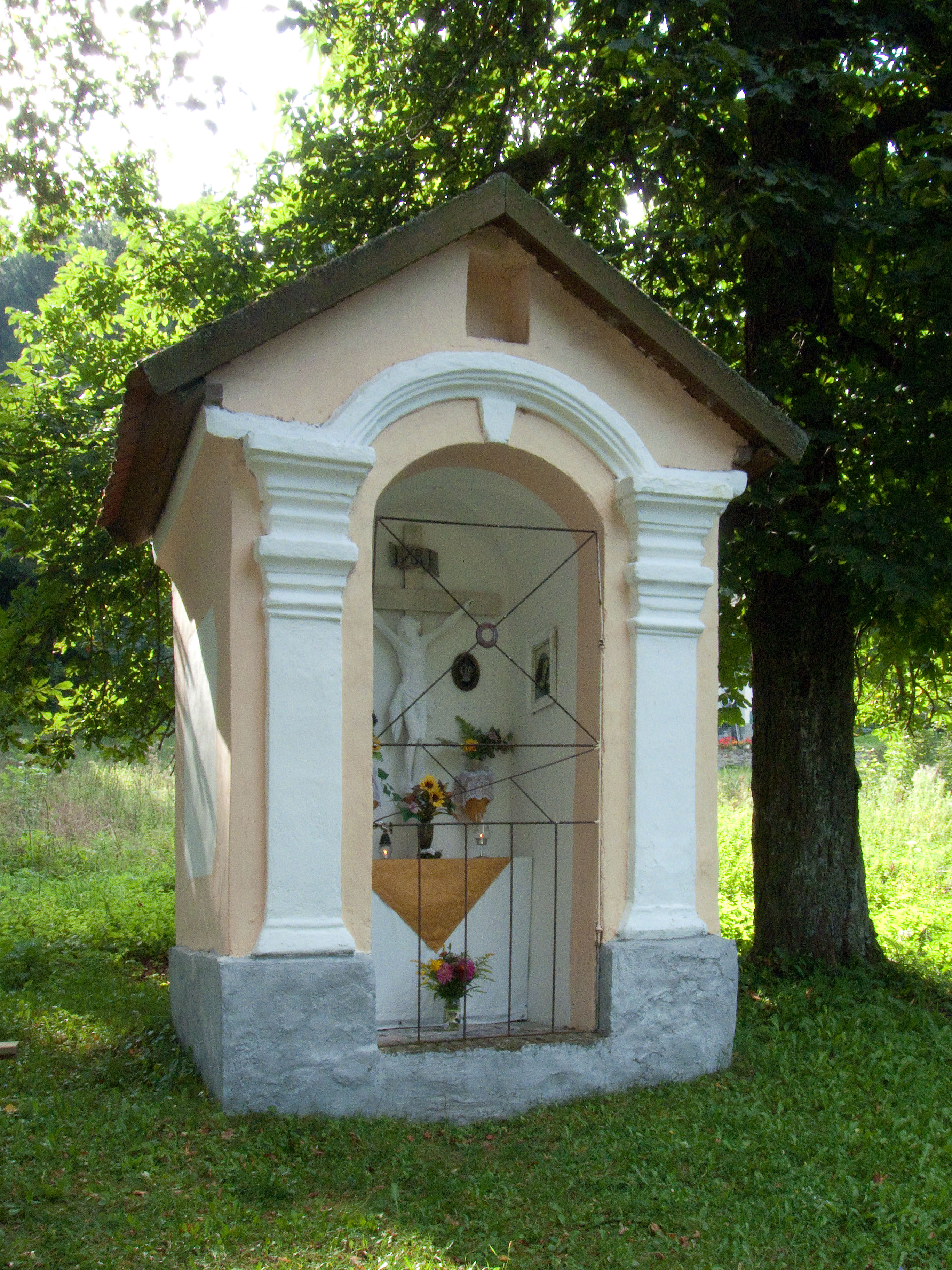
Výklenková kaplička ve Žlábku